# Palczewice
Palczewice (polská výslovnost: [palt͡ʂɛˈvit͡sɛ]; původně německy Palzwitz) je vesnice ve správním obvodu Gmina Darłowo v okresu Sławno v Západopomořanském vojvodství v severozápadním Polsku. Leží přibližně 7 kilometrů severovýchodně od Darłowa, 19 km severozápadně od Sławna a 171 km severovýchodně od krajského města Štětína.
Před rokem 1945 byla oblast součástí Německa. 
Ve vesnici žije 113 obyvatel.